# Ranunculite
La ranunculite è un minerale.